# Монголо-татарское иго
Монго́ло-тата́рское и́го, татаро-монгольское иго, монгольское иго, татарское иго, ордынское иго — система политической и даннической зависимости русских княжеств от Монгольской империи, а позже от Золотой орды с 1242 года до конца XV века. Термин «иго» не используется историками-медиевистами начала XXI века. Используемый термин «система зависимости русских земель».
Установление зависимости («ига») стало возможным в результате монгольского нашествия на Русь в 1237—1242 годах; оно устанавливалось в течение двух десятилетий после нашествия, в том числе и в неразорённых землях. В Северо-Восточной Руси продлилось до правления Ивана III (традиционно событием, положившим конец «игу», считается Стояние на Угре 1480 года, однако часть историков относит его к более раннему событию — сражению под Алексином 1472 года). В других русских землях зависимость устранялась в XIV веке по мере присоединения их к Великому княжеству Литовскому и Речи Посполитой.
В результате похода монгольской армии на запад (1236—1242 года) русские княжества потерпели поражение. Русские земли были включены в состав улуса Джучи в статусе зависимого государства, сохранившего полное административное самоуправление. Такой же статус был у стран Закавказья, Малой Азии, Дунайской Болгарии и Кореи.
Система зависимых отношений русских земель изменялась во времени и имела региональные различия. В своём полном, максимальном объёме, она включала вассально-ленную зависимость русских князей от ордынских ханов, распространение на русские земли судебных прерогатив хана, как верховного правителя (право казнить и миловать князей), так и его чиновников как представителей верховного правителя (взимать недоимки и уводить за них в неволю), налоговую зависимость, административную зависимость и военно-политическую зависимость.

## История термина
Систему зависимости русских земель от Орды принято называть «монголо-татарским игом». Данный термин стал в современном сознании общим местом и широкоупотребительным термином. Он встречается не только в научной и учебной литературе, но и в публицистических, и художественных произведениях, и даже анекдотах.
Историки-медиевисты начала XXI века не используют термин «иго» или употребляют его с кавычками. В случае рассмотрения русско-ордынских отношений со стороны Орды используется термин «система власти над русскими землями», а со стороны Руси «система зависимости русских земель». Изучающие русско-ордынские отношения историки-медиевисты Чарльз Гальперин и Мари Фаверо считают, что российская историография в собственных интересах искажала историю и стремилась создать и распространить клише «татаро-монгольского ига», а первейшей задачей современных историков является уход от использования этого термина.
В едином учебнике по истории России называется «ордынское владычество».
Слово «иго» употреблялось в древнерусском языке.
Тем не менее жители Руси XIII—XV веков такого определения зависимости русских княжеств от Орды не давали. Такое значение появилось на стыке XV—XVI веков в польской исторической литературе. Первыми его употребили хронист Ян Длугош («jugum barbarum», «jugum servitutis») в 1479 году и профессор Краковского университета Матвей Меховский в 1517 году.
Форму «монголо-татарское иго» употребил первым в 1817 году Христиан Крузе, книга которого «Атлас и таблицы для обозрения истории всех европейских земель и государств от первого их народонаселения до наших времён» в середине XIX века была переведена на русский и издана в Петербурге. «Монголо-татары» — искусственный термин. Слово «татары» (имя одного из народов Восточной Монголии) ещё за несколько столетий до монгольских завоеваний служило на Востоке общим обозначением народов и племён Центральной Азии — в том числе и собственно монголов. Русские и европейцы в XIII веке, узнав о приближении к их странам монгольских войск — очевидно, от кипчаков — переняли у последних обычное восточное обозначение монголов: «татары». Поэтому в русских средневековых текстах, как и в большинстве западноевропейских, этноним «монголы» не употреблялся, а многоплемённые монгольские войска повсеместно именовались татарами. Тюркские же народы Золотой Орды, по давней традиции приняв на себя имя народа-завоевателя и одновременно употребляя собственные племенные наименования, стали называть себя ещё и татарами, что в их глазах служило синонимом монголов.

## Сущность явления и его периодизация
После завоевательных походов Батыя 1237—1241 годов русские земли вошли в состав Монгольской империи как часть Улуса Джучи.
Период ордынского владычества на Руси — значительный этап в развитии Русского государства. Как по времени зависимости (около 250 лет), так и по степени вовлечённости в функционирование политической системы иного государства, в истории России он не находит аналогов. По длительности данный период сопоставим с такими этапами русской истории, как 249 лет между Крещением Руси и началом монгольских походов, 220-летнее формирование единого Русского царства без выходов к активным торговым морским путям и 217 лет вовлечённой в европейскую политику Российской империи.
Система зависимых отношений изменялась во времени и имела региональные различия.
В своём полном, максимальном объёме, она включала :
- обретение монгольским каганом, а затем ордынским ханом суверенитета над завоёванными княжествами. На Руси ханов Золотой орды называли «царями»[c];
- вассально-ленную зависимость — личная явка к хану для получения из его рук ярлыка на собственное/чужое княжество; ближайшие родственники князя (сыновья, братья, племянники) должны были служить в дневной страже хана, будучи фактически заложниками;
- на русские земли распространялись судебные прерогативы хана, как верховного правителя (право казнить и миловать князей), так и его чиновников как представителей верховного правителя (взимать недоимки и уводить за них в неволю);
- налоговая зависимость — выплата ежегодной дани — ордынского «выхода» (десятина — десятипроцентный подоходный налог) — в соответствии с переписными книгами — дефтерями; косвенные налоги в пользу ордынского правителя — ям/подвода (обязанность осуществлять перевозки лиц, состоявших на государственной службе, государственных грузов, а также дипломатов)[12], поплужное (поземельный налог натурой), корм (содержание должностных лиц за счёт местного населения), тамга. Ситуация усугублялась наличием откупной системы налогообложения.
- административная зависимость — появление в русских княжествах особых ордынских чиновников — численников, баскаков, заменённых позже даругами — управителями княжеств из ставки хана;
- военно-политическая зависимость — введение воинской повинности (как на всей территории империи), заменённое позднее участием в военных акциях Орды княжеских дружин (ещё позднее — денежными выплатами).

На протяжении всего периода ордынского владычества степень зависимости русских княжеств от Орды и степень юрисдикции ордынских властей не была одинаковой. Всё время ордынского ига можно разделить на несколько периодов (согласно работам Ю. В. Селезнева):
- 1223—1241 — завоевание русских княжеств[e];
- 1242—1245 — вассально-ленный период. Оформление зависимости. Главный признак зависимости — личная явка всех крупных князей ко двору хана. Проведение переписи. Начало выплаты «выхода»;
- 1245—1263 — имперский период. Владимирский великий князь утверждается каганом, в Каракорум за инвеститурой ездят ростовский и рязанский князья. Перепись 1257—1259 годов санкционируется центральным имперским правительством. Русские земли находятся в монгольской системе всеобщей воинской повинности;[f]
- 1263—1290 — баскаческий период. На русской земле широко развёртывается структура особых чиновников хана — баскаков; Взаимодействие с имперским центром в Каракоруме прекращается, князья подчиняются непосредственно Орде[g].
- с 1290—1310 по 1389 гг. — период министералитета. В этот период русские земли чаще всего навещают ордынские послы, близкие родственники князей служат при дворе хана, в это время казнено наибольшее число русских князей;[h]
- 1389—1434: нерегулярность поездок русских князей в степь, хотя ордынский хан остаётся верховным арбитром в спорах. Уполномоченные послы (эльчи/киличеи) привозят ярлыки на княжение, хотя само княжение князья наследуют самостоятельно . Не регулярно, но выплачивается «выход»;
- 1434—1480: единственная форма зависимости — выплата дани и признание верховенства. Русские князья оказываются при дворе хана только в результате военных поражений (Василий II в 1445 году).

Юридическое прекращение суверенитета ордынского хана над русскими землями следует связывать с военным поражением хана на реке Угре осенью 1480 года.

## Оформление зависимости
В результате Западного похода монгольской армии (1236—1242 года) русские княжества потерпели поражение так же как и все остальные государства, подвергшиеся нападению Монгольской империи. Монгольская политическая доктрина оперировала лишь двумя категориями — либо подданные, либо противники. Признав свою вассальную зависимость русские земли были присоединены к Монгольской империи. Они вошли в состав улуса Джучи и оказались под управлением Батыя. До 60-х годов XIII века, то есть до отделения Улуса Джучи от Монгольской империи верховным правителем государства являлся монгольский император.
Существовало две модели включения в состав империи вновь завоеванных стран. Первая модель — это военная оккупация и непосредственное управление монгольскими администраторами. Вторая модель — это сохранение местных институтов власти при признании местным правителем вассалитета от Чингизидов. Он получает ярлык на правление, обеспечивает выплату дани и участвует в монгольских военных предприятиях.
Ранее практически везде применялась первая модель. В Северном Китае, в Средней Азии, Иране, Половецкой земле местная знать лишалась власти, её заменили монгольские правители. Вторая модель управления, с использованием местных владетелей, стала осуществляться одновременно с покорением Руси или несколько позже в Закавказье и Малой Азии, Дунайской Болгарии, в Корее.
Выбор модели во многом зависело от поведения местных правителей. В Закавказье во второй половине 1230-х годов владения тех князей, которые во время завоевательного похода являлись к монгольским предводителям и признавали власть великого хана, не разорялись и сохранялись за ними. Поскольку во время походов Батыя на Северо-Восточную и Южную Русь никто из сильнейших русских князей не признал власть завоевателей, и их земли были повоеваны, на Руси закономерно должны были ожидать осуществления «первой модели».
В 1240-е годы на Руси вводились элементы прямого управления. Наместники были оставлены в Киеве и Переяславле — стольных городах, оказавшихся в тылу двигавшегося на запад войска. Русь воспринималась монголами как единое политическое целое во главе с Киевом. Далее встал вопрос — продолжать устанавливать непосредственное управление или сохранить местных правителей на условиях завоевателей.
Зимой 1242—1243 года требование явиться к Батыю с личным визитом было направлено одновременно трем главным русским князьям — Ярославу Всеволодичу, великому князю владимирскому, Даниилу Романовичу, князю владимиро-волынскому и галицкому, и Михаилу Всеволодовичу, князю черниговскому. Каждый из них незадолго до нашествия владел Киевом — номинальной столицей всей Руси. Вопрос стоял о признании зависимости, и в случае, если бы оно состоялось — кого из них утвердить киевским князем и, соответственно, главным среди русских князей. Подразумевалось, что тот, кто будет им выбран в качестве «старейшего», отправится в Каракорум к каану.
Даниил и Михаил уклонились от визита к Батыю, а Ярослав в 1243 году отправился к Батыю и получил «старейшинство» среди всех русских князей. Так как в 1243 году Гуюк ещё не был утвержден в качестве преемника Угедея, то в Каракорум, поехал сын Ярослава Константин. Самого Ярослава Батый направит к великоханскому двору в 1246 году, когда вопрос о коронации Гуюка станет делом решённым.
Даниил Романович отправился в ставку Батыя осенью 1245 года после получения требования от монгольского полководца Моуци отдать Галич. Когда Даниил появится при дворе Батыя, тот начнет беседу с упрека: «Данило, чему еси давно не пришелъ?». За Даниилом были утверждены его владения, включая Галицкую землю.
Михаил Всеволодич отправился в ставку правителя Улуса Джучи летом 1246 года, просить «волости своей» (то есть Чернигова), но после отказа поклониться идолу Чингиз-хана был по приказу Батыя убит. Причем невыполнение требуемого обряда, по свидетельству Плано Карпини, являлось только поводом, который монголы использовали для расправы.

## Вассально-ленная зависимость
До 60-х годов XIII века верховными сюзеренами Руси считались монгольские императоры — великие ханы в Каракоруме, столице Монгольской империи. В 60-х годах Улус Джучи (Золотая Орда) стал полностью самостоятельным государством, и русские княжества остались в вассальной зависимости только от него.
Русские земли сохранили свою общественно-политическую структуру, в них продолжали править собственные князья. Изменение в системе властвования свелось к появлению вне пределов Руси источника верховной власти — хана Орды. На Руси он именовался царем, то есть титулом более высоким, чем кто-либо из русских князей, и ранее последовательно применявшимся только к императорам Византии и Священной Римской империи. Орда, таким образом, заняла в мировосприятии место мировой державы — царства. Зависимость от ордынского «царя» стала традиционной нормой. Авторитет хана Золотой Орды был весьма высок: на Руси его именовали «царем», в Европе — «императором», на востоке — «султаном», то есть самым высоким из существовавших там монарших титулов.
Русские князья получали свои владения по наследству на правах признания верховной власти золотоордынских ханов. Каждый русский правитель должен был получать от ордынского хана ярлык, утверждающий его в княжеском достоинстве, либо при собственном вступлении князя на престол, либо при воцарении нового хана. Некоторые князья за время своего правления могли получить несколько ярлыков от разных ханов, — что стало особенно частым явлением в период «Великой замятни»(1359—1381). Как правило, каждый русский князь получал ярлык от хана однократно на все время всего своего правления. Новый ярлык выдавался либо следующим ханом, либо преемнику князя — держателя ярлыка.
Права на княжеские владения получали княжеские рода, основателями которых являлись князья, первыми признавшие власть Орды над их землями. Во Владимирском княжестве закрепилась династия Ярославичей (потомки Ярослава Всеволодовича); в рязанском — Ингваричей; в Смоленском — потомков Давыда Ростиславича; в Черниговском, а с конца XIII века — Брянском — Михайловичей; в галицко-волынской Руси — династия Романовичей. Данное положение сохранялось на протяжении всего периода зависимости Руси от Золотой Орды. Согласно наблюдениям Ю. В. Селезнёва неизвестны случаи, когда какой-либо представитель указанных династий занял бы великокняжеский престол в княжестве с другой династией.
Владетели русских княжеств, булгарских, армянских земель получили ярлыки на свои владения, то есть были назначены на военные должности подобно собственно кочевой служилой знати, и их земли приравнивались к ордынским улусам. В
частности, русские князья оказались четко вписаны в социальную систему и систему
ордынских титулований. Великие князья приравнивались к Эке-нойонам (темникам), а
князья к нойонам (тысячникам).

### Ярлык на княжение
Для Орды факт выдачи ярлыка был не менее важен, чем для русских вассалов — факт его получения. Ярлык не только формально закреплял вассальную зависимость русского князя от хана Золотой Орды, но и определял весьма серьёзные финансовые обязательства, к исполнению которых ордынские ханы всегда относились с большим вниманием.
Именно с этим связана серьёзная процедура, сопровождающая как выдачу ярлыка и его обнародование на Руси, так и контроль за исполнением его предписаний. Получившего ярлык князя при возвращении в свой удел или столицу сопровождал ханский посол, который присутствовал на церемонии вокняжения и следил за тем, чтобы князь — держатель ярлыка получил всеобщее признание.
Если в Орду поступали сведения о неисполнении князем предписаний ярлыка, хан направлял на Русь либо посла с вооруженным отрядом, либо крупное воинское соединение, чтобы с помощью административных методов или прямого военного вмешательства принудить вассала к надлежащему исполнению обязанностей.
И в том, и в другом случае хан выдавал своему уполномоченному — послу или военачальнику соответствующий ярлык. Таким образом, предписания ярлыков, выдававшихся ханами Золотой Орды русским князьям, являлись нормами, действовавшими и признававшимися на Руси непосредственно, а их исполнение и соблюдение гарантировал не только авторитет самих князей, но и верховная власть хана, основанная на эффективном административном управлении и военной мощи.

### Текст ярлыка на княжение

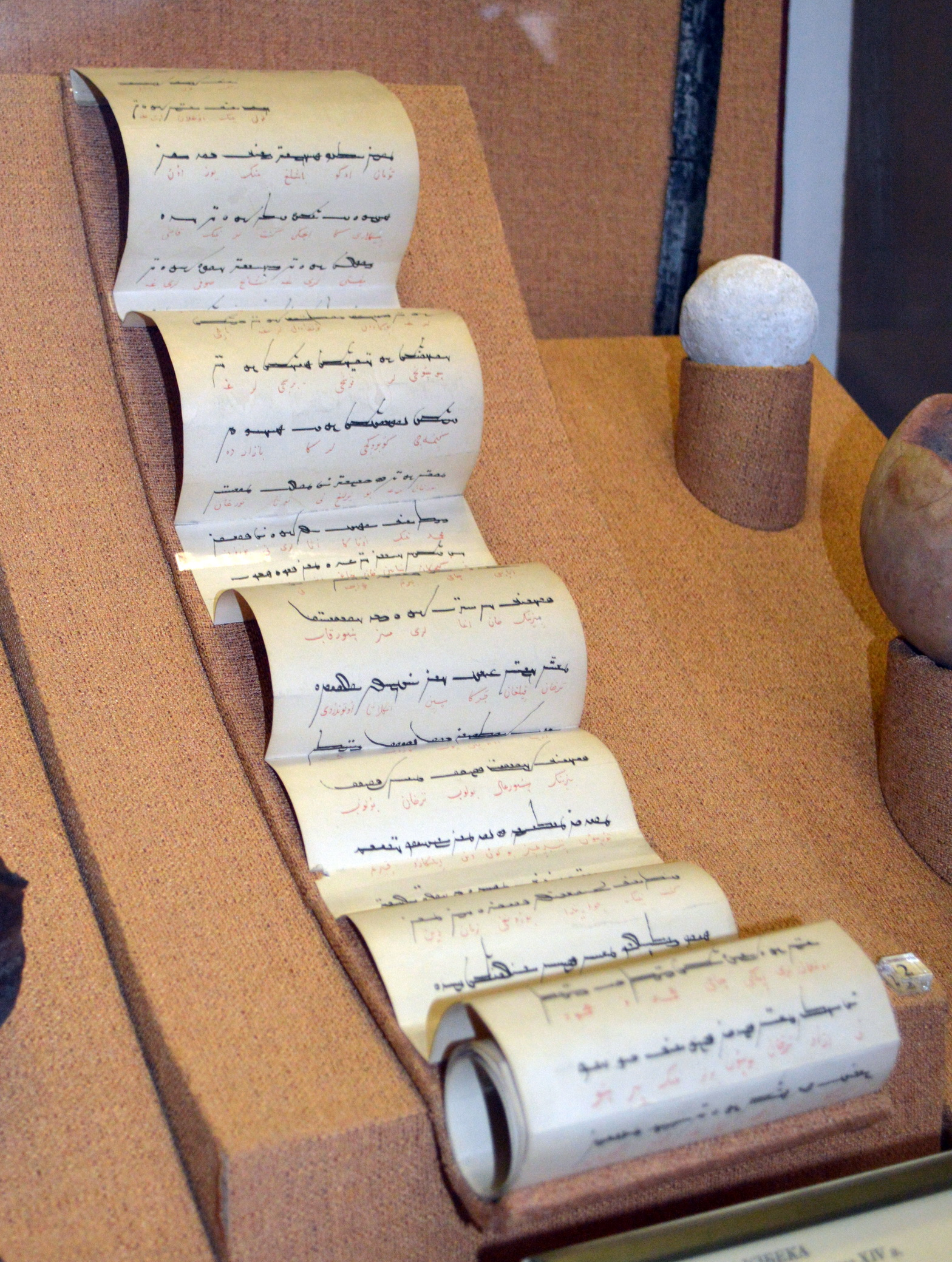
Ярлык 1397 года Тимур Кутлуг хана (копия)

Р. Ю. Почекаевым был реконструировано типовое содержание ярлыка, выдаваемого русским князьям:

Силой Вечного неба , наш (имя хана)
ярлык указ.
Монгольского государства правого и левого крыла огланам, тем под началом с (имя улуг-бека), тысяч, сотен, и десятков князьям,
даругам-князьям, таможникам и весовщикам, заставщикам и караульщикам, русским князьям во главе с
великим князем (имя) и боярам, многим людям, идущим по какому-либо делу, всем.
Его (князя) отец прежде был князем, и ныне пусть он после своего отца князем будет.
Выход ежегодно в размере (сумма) алтын пусть собирает — (сумма) весной и (сумма) осенью и послам нашим передает.
К хану пусть сам бывает, либо присылает брата, сына или ближнего боярина.
После такого нашего распоряжения пусть никто из власть имущих не посмеет оказать неповиновение этому ярлыку, а кто осмелится — непременно устрашится.
Также и сам (имя грамотчика), обладая этим ярлыком, противозаконных действий пусть не совершает; если же совершит — да будет устрашен!
Так сказав, ярлык с алой тамгой и золотой пайцзой для постоянного ношения выдали. Прошение о пожаловании представили (имена ордынских сановников).
Писано в (дата), когда мы находились в (местонахождение ставки).
Писал (имя)-бахши

### Поездки русских князей в Орду
Русские княжества оказались непосредственно вовлечены в сферу политического влияния Орды. Пребывание при дворе ордынского хана представляло собой важный элемент политической жизни русских князей в XIII—XV веках.
За двести с небольшим лет (1242—1445 года) 99 князей и три княгини в общей сложности совершили 249 поездок. Подавляющее большинство поездок к ордынскому двору совершили великие князья соответствующих княжеств либо ближайшие претенденты на великокняжеский титул.

## Налоговая зависимость
Другим важнейшим элементом ига была данническая зависимость русских княжеств. Одним из первых действий
монголов в покоренных областях стало введение налогов и создание фискального аппарата. Налоговая система Монгольской империи, а впоследствии Золотой Орды была четко и жестко регламентированной.

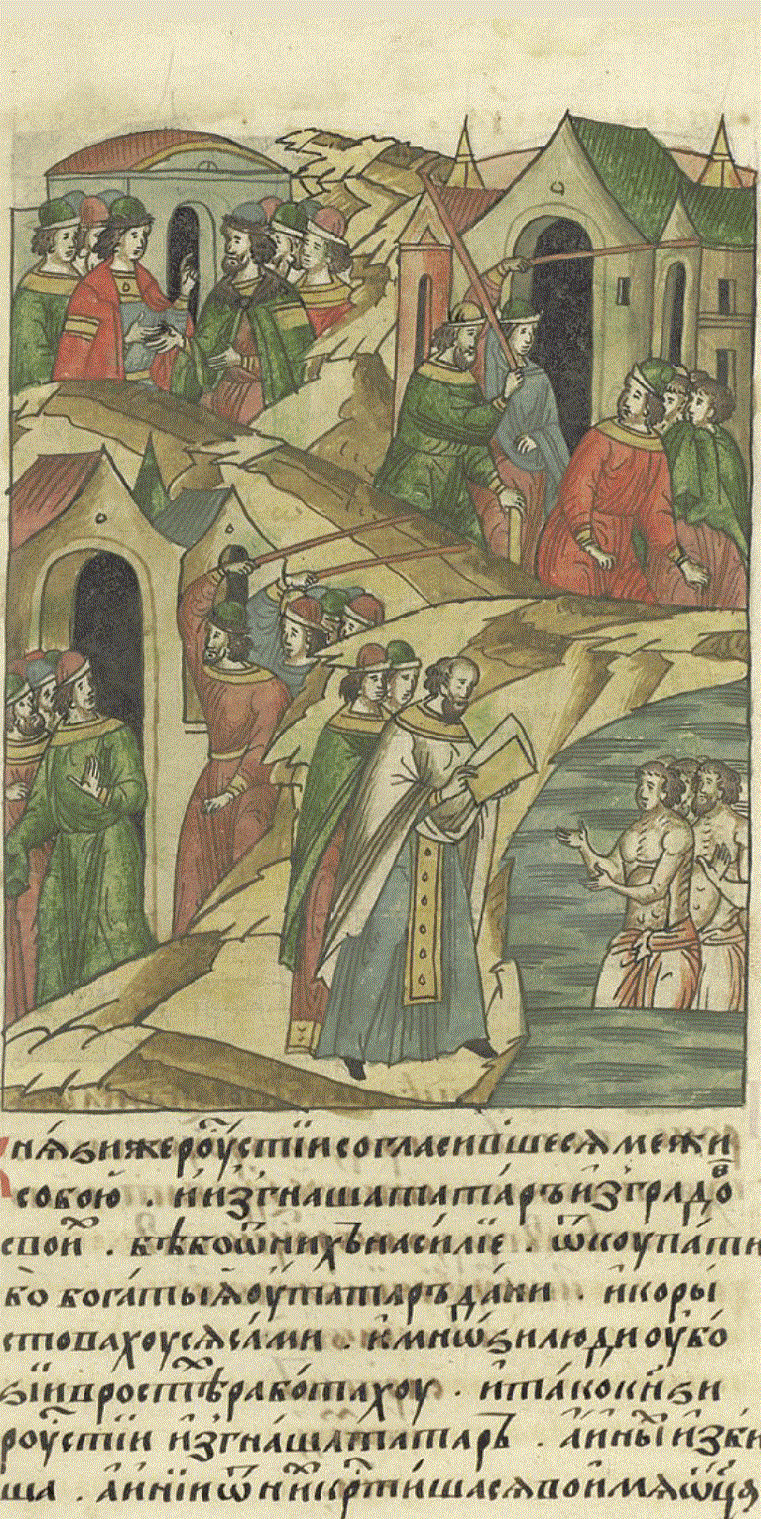
1262 год «…Князья же русские согласились между собой и изгнали татар из городов своих, ибо было от них насилие, и откупали богатые у татар дань и корыстовались сами…». Лицевой летописный свод XVI века

Для обеспечения нужд налогообложения и рекрутского набора в Монгольской империи, включая завоеванные территории регулярно осуществлялась перепись населения. Первая перепись населения на Руси была проведена в 1245 году. В этой переписи участвовали Киевское, Подольское, Переяславльское и Черниговское княжества. В 1247 году в этих областях была вновь проведена перепись. В это же время (1247—1248 года) происходила перепись населения на всех завоеванных монголами территориях, в том числе в Китае и на Кавказе.
Следующая перепись населения была проведена в 1257—1259 годах. В 1257 году в переписи впервые было зафиксировано население Суздаля, Рязани и Мурома. В 1258 году перепись была проведена во Владимирском княжестве, в 1259 году в Новгороде. Последняя большая перепись на Руси в период господства Золотой Орды была проведена в 1273—1275 годах. В этой переписи участвовали Северо-Восточная Русь и Смоленское княжество.
В начальный период функционирования административного аппарата Орды права сбора дани были возложены на откупщиков, которые взимали установленные выплаты со многими злоупотреблениями к собственной выгоде. Это вызвало ряд волнений против откупщиков, что привело к отмене откупной системы. Функции сбора дани были закреплены за русскими князьями.
Р. Ю. Почекаев разделяет золотоордынские налоги и сборы по группам: 1) основные налоги; 2) торговые, дорожные и пограничные налоги; 3) специальные сборы; 4) экстраординарные сборы; 5) повинности.
Основные налоги взимались со всех подданных золотоордынского хана, как с кочевого, так и с оседлого населения. На Руси применялись налоги для оседлого населения.
- Поземельный налог с оседлого населения назывался «харадж», в русских источниках именуемый «выход» или «ордынский выход». Выходом облагалось все оседлое население Золотой Орды. Так, например, город Хаджи-Тархан (Астрахань) платил выход в 60 тысяч алтын[39].
- Натуральный налог с оседлого населения составлял 1/10 часть от урожая, и назывался «тагар» или амбарный сбор. По сведениям Джувейни считалось, что этот налог вводился с целью дальнейшего перераспределения среди малоимущего населения.
- «Поплужное» — другой вид земледельческого налога. Сбор с каждого плуга, то есть каждого хозяйства, обрабатывающего свой участок земли. Ставка его составляла, по сведениям французского дипломата XIII века Симона де Сент-Квентина, 3 аспра. Аспр являлся не конкретной монетой, а неким идеальным количеством серебра, изменяемом в зависимости от экономического состояния Золотой Орды.

Дорожные, пограничные, торговые налоги  — в большинстве случаев они взимались с ордынских и иностранных купцов, но также — и с других категорий
населения (не являвшихся торговцами), которым приходилось пересекать границу и провозить через неё какое-либо имущество. Торговый сбор, наравне с поземельным налогом являлся одной из главных статей дохода ордынских ханов.
- Торговые сборы состояли из собственно торгового и весового. Торговый сбор в ордынской традиции назывался тамгой, и взимавший его чиновник — «таможенник», в знак того, что налог взят, ставил на товар отметку, также носившую название тамги. Ставка торгового сбора составляла в Золотой Орде 3 % от стоимости товара.

- Весовой сбор «тартанак» или «кантар», был тесно связан с тамгой. Его ставка устанавливалась в половину торгового налога. Единицей налогообложения тартанаком являлись не сами товары, а повозки, на которых они ввозились.

- Дорожный сбор «бадж», направлявшийся на содержание дорог.
- «Карауллук» — сбор за предоставление торговцам вооруженной охраны

Торговцы и путешественники также уплачивали ряд «транспортных сборов» — при переправе на лодке или на плоту, или проезде через мосты.
Специальные сборы  — распространялись на тех, кто занимался определённой деятельностью. Это налоги на использование недр и вод, куртовый сбор с изготовителей курта — творога и молочных изделий, с садов, с изготовителей стрел, с мелкого скота. В торговой сфере — сбор с посредника, сбор за изготовление контракта.
Чрезвычайные или экстраординарные сборы и повинности, которые взимались в определённых случаях. Чаще всего подобные сборы были связаны с
прибытием в регион высоких сановников, послов или ханских родственников, которым традиционно надлежало подносить дары и подарки, соответствующие их рангу и целям дарителей. Это так называемые «дары», «поминки», «запросы», «почестья», «доходы».
Повинности 
- Обязанность принимать проезжающих должностных лиц и дипломатов на постой «илчи-конак». Население обязано было предоставлять и транспортные средства и провизию: подводы «улаг», верховых лошадей «маль», провиант «улафа», фураж для скота «сусун». В ярлыках — «проезжих грамотах» устанавливались размеры содержания посланцев и должностных лиц в процессе их проезда к месту назначения, которые зависели от статуса путешественника, цели и пункта назначения.
- Повинности связанные с организацией военных походов. В неё входило принятие солдат на постой и подготовка для них провианта.
- Обеспечение безопасности в регионе — борьбу с разбойниками и грабителями — «караулук» или «ночной сбор». В её несении были заинтересованы сами местные жители, поскольку в случае ограбления проезжающих торговцев или чиновников местные жители должны были либо разыскать грабителей, либо за свой счет возместить убытки потерпевшим. Повинность эта могла выражаться как в содержании присланных отрядов, так и в выделении людей из числа местных жителей для формирования собственных таких отрядов[44].

## Представители ордынской администрации на Руси
Монгольская империя в качестве представителей власти на завоеванных территориях использовала баскаков и даругов (даругачи). В разное время и на разных завоеванных территориях их функции могли несколько отличаться друг от друга.
Информации о том, как была организована монгольская власть сразу после завоевания Руси, мало.
На Руси баскаки и даруги были разными, но похожими институтами монгольской власти. Они являлись прямыми представителями хана на завоеванной территории и занимали высокое положение в администрации сначала Монгольской империи, а потом Золотой Орды.

### Баскаки
Первыми постоянными представителями монгольской власти на Руси были баскаки.
Летописный и актовый материал фиксирует их деятельность на территории русских княжеств со второй половины XIII века. Первое свидетельство русских источников о баскаках на территории Руси — рассказ Ипатьевской летописи за 1255 год. Последнее свидетельство — текст докончания великого князя Дмитрия Ивановича Донского с рязанским князем Олегом Ивановичем 1381 год.
Плано Карпини, совершивший путешествие в Монголию в 1245—1247 годах, первых
монгольских наместников на завоеванных землях называет баскаками.
Хотя деятельность баскаков на Руси была связана со сбором дани, но сами баскаки непосредственно этим сбором не занимались. Для этого существовали другие категории — таможники, поплужники и прочие. Их деятельность контролировал великий князь. Когда великие князья стали не способны полностью контролировать ситуацию на северо-востоке Руси и регулярные выплаты в ханскую казну оказались под угрозой срыва, то в этом регионе появляются баскаки. Они были призваны обеспечить бесперебойные поставки дани. Должность баскака была высокой — по сути они были надзорным органом над князьями и никаких посредников между ханом и баскаком и баскаком и князем не было.
На северо-востоке Руси баскаки появились в третьей четверти XIII века, а исчезли в первой половине XIV веке. На окраинах русских земель баскаки появились раньше, вскоре после монгольского завоевания, а исчезли позже, чем на северо-востоке. В целом, на территории Руси баскаки исчезли во второй половине XIV века.

### Даруги
На Руси функционировали не только баскаки, но и даруги. Первые сведения
русскоязычных источников о даругах относятся к середине XIV века. Известны московский даруга Минь Булат и рязанский даруга Темир.
Даруги территориально находились при дворе хана. Они активно участвовали в политических столкновениях русских князей, но пределы Золотой Орды не покидали. Даруги, имевшие отношение к Руси, действовали в XV веке. К этому времени на территории русских княжеств баскаки уже не функционировали.
Сохранились сведения о существовании даруги, имевшего отношение к Руси ещё во
второй половине XIII века. Это свидетельство китайской летописи «Юань-ши» о том, что в 1257 году Менгу «сделал Китая, сына зятя каана Лачина, даругачи по умиротворению и охране порядка у русских, в связи с чем пожаловал ему 300 коней и 5000 овец»
Сведения русских источников однозначно свидетельствуют о высоком положении даруг. Тексты ярлыков указывают на некоторую причастность даруг к сбору податей с местного населения. Даруги, как и баскаки, сами дань не собирали. Как административные лица высокого ранга, они следили за налогообложением подчиненных территорий. Летописные свидетельства явно указывают на то, что московский и рязанский даруги находились не на территории Руси, а в центре, при дворе хана.

### Послы
Послами в источниках русского происхождения называли монгольских посланцев, которые в официальных актах ордынских правителей обозначались тюркским термином «элчи».
На Русь приезжали послы с самыми разными полномочиями. Во время завоевания послы предлагали русским князьям добровольное сотрудничество, а после — передавали повеление хана приехать в его ставку, выступить в поход, обеспечивали вступление князей в права на княжение: привозили ярлыки от хана и в случае необходимости оказывали тому или иному князю вооруженную поддержку. Относительно численности вооруженных отрядов, которые сопровождали послов, летописи приводят цифры: около 50 человек (с послом Бочукой в 1476 году), 600 человек (с послом Кара-Кучуком в 1474 году), 700 человек (с послом Акхозей в 1381 году).
На Руси татарские послы обладали высоким статусом в силу своей принадлежности к
администрации ордынского хана, сюзерена русских князей. Практически все ханские послы известны по именам. Происхождение большинства послов, побывавших на Руси, не известно, но некоторые из них являлись «царевичами» (то есть членами правящей династии) или «князьями» (эмирами или беками — представителями аристократии).
Ханские ярлыки русским митрополитам фиксируют существование послов с определением
«мимохожие» или «мимоездящие» c невысоким положение в административной системе Золотой Орды. Это рядовые посланцы центральной власти. Их направляли по любому поручению в любой регион Золотой Орды. Проезжающие посланцы как представители монгольской власти могли требовать что угодно и этим были в тягость местному населению.

## Военно-политическая зависимость

### Совместные ордынско-русские военные походы
| Дата                        | Противник                   | Причина | Ордынские войска | Русские войска |
| --------------------------- | --------------------------- | --- | --- | --- |
| зима 1257/58                | Великое княжество Литовское | Начало новой экспансии Улуса Джучи на северо-запад. Приказ русским князьям присоединиться к походу на Литву | корпус великого эмира Бурундая | дружины Галицко-волынских князей Даниила и Василько Романовичей |
| декабрь 1259 — февраль 1260 | Малая Польша                | Продолжение экспансии. При входе Бурундая в Галицию князь Даниил Галицкий бежит к полякам. Бурундай предписывает выразившим покорность Василько Волынскому и сыновьям Даниила снести крепостные стены городов, а также присоединиться к походу на Польшу | войска под руководством оглана Бурундая, Баимура, Куичняя, Ашика, Болюя                                                               | дружины Галицко-волынских князей: Василько Романовича, Льва и Романа Даниловичей |
| 1275                        | Великое княжество Литовское | Просьба великого князя Галицкого Льва Даниловича к хану Менгу-Тимуру и беклярбеку Ногаю о военной помощи | корпус Ягурчина | дружины Галицко-Волынских князей Льва и Мстислава Даниловичей, Владимира Васильковича, Брянских князей Романа Михайловича и Олега Романовича, князя Смоленского Глеба Ростиславовича, князей Туровских и Пинских |
| 1277 (зима 1278-79)         | Великое княжество Литовское | По инициативе беклярбека Ногая в ответ на жалобу на Литву Галицко-Волынских князей Льва и Мстислава Диниловича и Владимира Васильковича | корпус Мамшая | войска галицко-волынских князей под руководством князей Мстислава Даниловича, Юрия Львовича, холмского воеводы Тюимы                                                                                             |
| зима 1279/80                | Малая Польша                | Желая после смерти Болеслава Стыдливого овладеть малопольским престолом князь Лев Данилович обратился к беклярбеку Ногаю за военной помощью для похода на Малую Польшу                                                                                   | ограниченное подкрепление ордынских войск под руководством Кончака, Козейа и Кубатана и литовских войск, выступивших по велению Ногая | войска галицко-волынских князей под руководством князей Льва, Мстислава и Владимира Даниловичей и Юрия Львовича. Волынские князья участвуют в походе по велению Ногая                                            |
| 1285                        | Королевство Венгрия         | Карательная экспедиция Улуса Джучи в ответ на вторжение Ласло IV в венгерско-татарское пограничье во время преследования восставших куманов | войска беклярбека Ногая и оглана Тула-Буги                                                                                            | войска князя Льва Даниловича не смогли соединиться с войсками Тула-Буги, так как были вынуждены отражать нападение сандомирского князя Лешека Черного                                                            |
| зима 1287/88 года           | Малая Польша                | Ответ на нападение Лешека Черного в 1285 году на Галицко-Волынскую землю, что помешало князю Льву Даниловичу принять участие в венгерской кампании в составе войск Тула-Буги                                                                             | войска беклярбека Ногая и оглана Тула-Буги                                                                                            | князья Лев Данилович и Юрий Львович, а также войска, присланные князем Владимиром Даниловичем |

## Под игом
Правители Орды неоднократно использовали вооруженное вмешательство для давления на русских князей. Так например, в мае 1252 года владимирский и суздальский великий князь Андрей Ярославич, не желая «царем служити», был смещен в результате «Неврюевой рати», разорившей Переяславль-Залесский и его сельскую округу. Великокняжеский стол во Владимире перешёл его старшему брату — киевскому и новгородскому великому князю Александру Ярославичу.
Нередко ордынские посольства превращались в крупномасштабные военные акции; князья стали использовать монгольскую военную силу в своих целях. В 1270 году великий князь владимирский и тверской Ярослав Ярославич, а, в 1273 году дважды его младший брат Василий Ярославич (занимал владимирский стол в 1272—1276 годах) привлекали ордынские отряды для усмирения Новгородской земли. Правда, в первом случае, в 1270 году, отряд из Орды был отозван по приказу хана прямо с марша.
Признание русскими князьями власти правителя Орды изменяет и отношение последнего к «Русскому улусу». Он перестает быть объектом завоевания и грабительских набегов. Став частью владений великого хана, он превращается в один из главных источников денежных поступлений — «выхода» и людских ресурсов для военных экспедиций и строительства городов на Нижней Волге. Ордынское правительство внимательно контролировало своевременное и полное исполнение «Русским улусом» обязанностей. При этом великий хан жестко следил и за тем, чтобы его подданные не мешали русским князьям их выполнять. Самовольный набег ордынского эмира на русские земли карался смертью. По оценке Ю. В. Селезнёва, в период сильной центральной власти с 1243 по 1300 года известно лишь четыре значительных грабительских (а не с целью восстановления «порядка», то есть при невыполнении русскими князьями наложенных на них вассальных обязательств) ордынских набега. К этим случаям относится разорение волости Курского княжества в 1275 году при возвращении из похода на Великое княжество Литовское, где ордынцы выступали союзниками галицкого великого князя Льва Даниловича. Также зимой 1287—1288 года при возвращении из похода на Польшу войска хана Тула-Буги разорили территорию Львовской волости. Реальность набегов на территорию Рязанского княжества в 1278 году и 1288 году у современных историков вызывает сомнение, так как сведения о них отсутствуют в ранних летописях.

### Галицко-Волынское княжество
Выстраивание отношений галицко-волынского княжеского дома с представителями династии Джучидов происходило достаточно долго и носило поэтапный характер.
В первые годы (1241—1245) после монгольского нашествия Галицко-Волынская земля сохраняла независимость, так же как и подвергшиеся военному разгрому соседние Венгерское королевство и польские
княжества Силезия, Малая Польша и Куявия.
Первое зафиксированное в летописи монгольское посольство приходит в Галич в 1245 году. Дипломатическая миссия была направлена ко двору галицкого князя не из ставки главы Джучидов — Бату, а от Мауци (Maychi, Могучея), возглавлявшего западное «крыло» Улуса Джучи. Послы предъявили ультимативные требования о переходе галицких земель под прямое управление монгольских чиновников.
Для нейтрализации военной угрозы, исходившей от Мауци Галицкий князь Даниил Романович поехал в ставку Бату для признания политической зависимости от верховного правителя Улуса Джучи на более выгодных для себя условиях. В результате Даниил для своих владений получил статус вассального государства, расположенного на западной границе Улуса Джучи, соседствовавшего с враждебными монголам странами (Венгрией, Польшей, Литвой). По мнению А. А. Горского, статус княжества соответствовал типу зависимости, отличительными признаками которого являлись отсутствие переписей и института баскачества с одновременным участием галицко-волынских дружин в военных акциях Джучидов.
Дополнительным свидетельством привилегированного статуса Романовичей в период с 1245 по 1253 год является сообщение галицкого летописца о наличии у дружинников Даниила Галицкого высокоэффективных монгольских доспешных комплексов во время Штирского похода 1252 года: «Немцы же дивящеся оружью Татарскому беша бо кони в личинахъ и в коярехъ кожаныхъ, и людъе во ярыцехъ…». Учитывая отсутствие информации об экспорте оружия из Улуса Джучи в сопредельные государства, а также наличие в Монгольской империи системы государственных арсеналов из которых оружие выдавалось военачальникам для последующей раздачи подчиненным им воинам, В. Л. Воротынцевым выдвинута гипотеза о получении комплексов защитного вооружения во время посещения Даниилом ставки Бату как подарка галицкому князю в качестве подтверждения его особого, «союзнического» статуса.
C 1252 года (или конца 1251 года) между Даниилом Романовичем и кочевавшим на сопредельных территориях улусбеком Куремсой возник территориальный конфликт. В 1254—1255 годах галицко-волынские войска разорили Киевское пограничье —
«буферную зону», подчиненную Куремсе, в ответ на это Куремса ходил войною на Волынь. После замены Куремсы Бурундаем сведений о сопротивлении галицко-волынского князя Орде и каких-либо действиях, направленных на ликвидацию системы зависимости, в источниках нет. В 1258 году войска во главе с князем Васильком Романовичем, младшим братом Даниила, присоединились к полкам Бурундая в походе на Литву и ятвягов, который был предпринят в ответ на поход литовцев на Смоленск и Торжок в том же году.
В 1259 году Бурундай подверг опале галицко-волынских князей и потребовал срыть укрепления ряда городов. Целью обоих походов Бурундая было ограничить излишнюю самостоятельность князя Даниила Романовича, разорвать установившиеся между Галицко-Волынской Русью и её западными соседями Литвой и Польшей дружеские отношения, ослабив тем самым этих соседей.
Разрушение укреплений ряда городов и крепостей Галицко-Волынской земли, выполненное по требованию монгольского военачальника, являются признаками повторного признания Романовичами сюзеренитета великого хана и правителя Улуса Джучи — Берке. Подобные требования являлись неотъемлемым условием выдачи ярлыков добровольно покорившимся правителям. Так по свидетельству Джувейни, во время прохода войск Хулагу по землям Иранского нагорья в 1256—1257 годах, ряд местных владетелей явившись в ставку ильхана признали верховное владычество Чингизидов. При этом условием выдачи ярлыков на правление было требование монголов разрушить крепостные стены городов и замков.
К зиме 1274/1275 годов относится поход галицко-волынских князей, войск сарайского хана Туда-Менгу, а также зависимых от него смоленских и брянских князей на Литву. Новгородок был взят Львом и ордынцами ещё до подхода союзников, поэтому план похода вглубь Литвы расстроился. В 1277 году галицко-волынские князья под давлением Ногая вместе с его войсками вторгались в Литву. Ордынцы разорили окрестности Новгородка, а русским войскам не удалось взять Волковыск. Зимой 1280/1281 годов галицкие войска вместе с войсками Ногая (по просьбе Льва) осаждали Сандомир, но потерпели частное поражение. Почти сразу последовал ответный польский поход и взятие галицкого города Перевореска. В 1285 году Ногай и Тула-Буга велели галицко-волынским князьям пойти с ними на венгров. Войска волжской орды заблудились в Карпатах и понесли серьёзные потери от голода. Воспользовавшись отсутствием Льва, поляки снова вторглись в Галицию. В 1287 году Тула-Буга велел галицко-волынским князьям пойти с ним на Польшу, при этом окрестности столицы волынской земли серьёзно пострадали от ордынского войска. Тула-Буга прошёл на Сандомир, хотел идти на Краков, но туда уже прошёл через Перемышль Ногай. Войска Тула-Буги расположились в окрестностях Львова, которые серьёзно пострадали в результате этого. В 1288 году Тула-Буга вместе с Алгуем и галицко-волынскими князьями вторгались в Польшу.
Галицко-Волынское княжество не контролировало Понизье во второй половине XIII века, но затем, воспользовавшись падением улуса Ногая, восстановило свой контроль над этими землями, получив выход к Чёрному морю. После смерти двух последних князей из мужской линии Романовичей, которую одна из версий связывает с поражением от Золотой Орды в 1323 году, снова утратило их.
Полесье было присоединено Литвой ещё в начале XIV века, Волынь (окончательно) — в результате Войны за галицко-волынское наследство. Галиция была присоединена Польшей в 1349 году.

### Южная Русь
После монгольского завоевания территория Киевского Поднепровья была выделена в
отдельную административную единицу, управление которой на начальном этапе осуществлялось представителями монгольской военной администрации. Впоследствии, Киевская земля была преобразована в ленное владение, ярлыки на управление которым в 1242—1263 годах получали представители владимирского княжеского дома с сохранением ордынского военного присутствия. В конце XIII — первой половине XIV веков управление киевскими землями переходит к представителям других княжеских домов Южной Руси, осуществлявших управление совместно с представителями ордынской администрации (баскаками).
В конце XIII столетия Киев утратил роль резиденции митрополита: в 1299 году «митрополитъ Максимъ, не терпя татарьского насилья, оставя митрополью и збѣжа из Киева и весь Киевъ разбѣжалься, а митрополить иде ко Бряньску и оттоле в Суждальскую землю». Киевская земля с конца 20-х годов XIV века была разделена на литовскую и ордынскую сферы властвования. Окончательно Киевская земля была подчинена Литвой при Ольгерде Гедиминовиче в начале 60-х годов XIV века: великий князь литовский посадил в Киеве своего сына Владимира.
Переяславская земля стала непосредственной территорией Орды, и русской администрации в ней не было. Во 2-й половине XIV века Переяславская земля вошла в состав Великого Княжества Литовского.
Черниговская земля подверглась сильному дроблению. На короткое время её центром стало Брянское княжество, но в конце XIII века оно, предположительно при вмешательстве Орды, стало владением смоленских князей. Утверждение литовского суверенитета над Смоленской и Брянской землями произошло во второй половине XIV века.

### Северо-Восточная Русь
Правители Золотой Орды неоднократно использовали вооруженное вмешательство для давления на русских князей. В мае 1252 года владимирский и суздальский великий князь Андрей Ярославович, не желая «царем служити», был смещен в результате «Неврюевской рати».
Русские князья стали использовать монгольскую военную силу в своих целях. В 1270 году владимирский и тверской великий князь Ярослав Ярославович, а в 1273 году дважды его младший брат, занимавший в это время владимирский стол, привлекали ордынские отряды для усмирения Новгородской земли.

#### Междоусобная война в Северо-Восточной Руси (1281—1293)
В 1281 году городецкий князь Андрей Александрович использовал помощь влиятельной политической группировки в Орде для захвата Владимирского стола. Ему удалось сместить старшего брата — великого князя Дмитрия Александровича, центром владения которого была их родовая вотчина — Переяславль-Залесский. Однако последний вскоре смог возвратить утраченный стол. Летом 1282 года князь Андрей Александрович навел на брата ещё один ордынский отряд, вновь сильно разоривший города и земли Северо-Восточной Руси. На этот раз Дмитрий Александрович был вынужден бежать в Ногаев улус и просить помощь у могущественного темника. В январе 1284 года великий князь Дмитрий Александрович уже сам использовал военные силы Ногаева улуса против мятежного брата для восстановления своей власти в Новгородской земле.

#### Борьба Москвы и Твери за великокняжеский Владимирский стол
В первые годы XIV века Московское княжество резко расширило свою территорию на весь бассейн Москвы-реки, претендовало на Новгород и поддерживалось митрополитом Петром и Ордой. В период с 1304 по 1327 год все три тверских князя были держателями ярлыка (и все трое погибли в Орде). В этот период им удавалось силой утвердить своих наместников в Новгороде, разбить москвичей в Бортеневской битве, убить московского князя в ставке хана. Но политика тверских князей потерпела крах, когда Тверь была разгромлена ордынцами в союзе с москвичами и суздальцами в 1328 году. В то же время, это была последняя силовая смена великого князя Ордой. Получивший в 1332 году ярлык Иван I Калита — князь Москвы, — добился права собирать «выход» со всех северо-восточных русских княжеств и Новгорода (в XIV веке размер выхода равнялся рублю с двух сох. «Московский выход» составлял 5—7 тыс. руб. серебром, «новгородский выход» — 1,5 тыс. рублей). Одновременно закончилась эпоха баскачества, что обычно объясняется неоднократными «вечевыми» выступлениями в русских городах (в Ростове — 1289 и 1320, в Твери — 1293 и 1327).
Широкую известность получило свидетельство летописца «и была тишина великая на 40 лет» (от разгрома Твери в 1328 году до первого похода Ольгерда на Москву в 1368 году). Действительно, ордынские войска не действовали в этот период против держателей ярлыка, но многократно вторгались на территорию других русских княжеств: в 1333 году вместе с москвичами — в Новгородскую землю, отказавшуюся платить дань в повышенном размере и впервые в истории принявшую литовского князя, в 1334 году вместе с Дмитрием Брянским — против Ивана Александровича Смоленского, в 1340 году во главе с Товлубием — снова против Ивана Смоленского, вступившего в союз с Гедимином и отказавшегося платить дань Орде, в 1342 году с Ярославом Александровичем князем Пронским против Ивана Ивановича Коротопола. Кроме этого, войска великого княжения во главе с Семёном Гордым ходили против Новгородской республики в 1341 году и против Смоленского княжества в 1351 году.

#### Великая замятня
С 1359 года в Золотой Орде началась «великая замятня» — частая смена ханов, боровшихся друг с другом за власть и правивших одновременно в разных частях Орды. Западная её часть оказалась под контролем темника Мамая, который правил от имени марионеточных ханов и около 1370 года вышел на лидирующие позиции в Орде. Тогда же в условиях борьбы Москвы против Твери и Вильно Мамай занял ярко выраженную пролитовскую позицию. Ольгерд возобновил выплаты дани Мамаю с южнорусских земель, в то время как Дмитрий Иванович московский прекратил выплаты (с 1374 года). Это стало одной из причин переориентации князей спорных между Вильно и великим владимирским княжением территорий на Москву.
В 1378 году Дмитрий разгромил карательное ордынское войско на реке Воже, после чего ставший с помощью среднеазиатского правителя Тимура ханом в восточной части Орды Тохтамыш начал наступление на Мамая. В 1380 году Мамай в союзе с новым литовским князем Ягайло выступил против Дмитрия, но Дмитрий вывел войска за Оку и разбил татар до подхода литовцев в Куликовской битве (литовцы и рязанцы напали на возвращающиеся войска, захватили добычу и пленных). Это помогло Тохтамышу восстановить единство Золотой Орды, а в 1382 году ему удалось сжечь Москву и заставить Дмитрия возобновить выплаты дани включая долг с 1380 года, но в обмен московским князьям было отдано великое княжение владимирское в наследственное владение, при этом Тверь с Кашином выделялись в отдельное великое княжество.
После поражения Тохтамыша от Тимура в 1391—1396 годах выплата дани прекратилась до возвращения на золотоордынский престол сыновей Тохтамыша (1412). В 1408 году Едигею не удалось взять Москву (в частности, тверской князь Иван Михайлович не выполнил приказ Едигея «быть на Москву» с артиллерией) и восстановить выплату дани, удалось лишь взять с Василия откуп 3 тыс. руб. вместо долга за прошедшие со свержения Тохтамыша годы.
В начале борьбы за власть между потомками Дмитрия Донского его внук (и внук великого князя литовского Витовта) апеллировал к воле хана, занявшего престол при поддержке Витовта. В то же время верховную власть Витовта признавали Москва, Тверь, Рязань и Пронск.
В середине XV века монгольские отряды провели несколько опустошительных военных походов (Улуг-Мухаммед: 1439, 1445; Сеид-Ахмет: 1449, 1450, 1451, 1455, 1459; сын Кичи-Мухаммеда Махмуд 1460), достигли частных успехов (после поражения в 1445 году Василий Тёмный попал в плен к татарам, заплатил большой выкуп и отдал некоторые русские города им в кормление, что стало одним из пунктов обвинения его другими князьями, захватившими и ослепившими Василия).

## Свержение монголо-татарского ига
Великий князь московский Иван III в 1472 году разбил татар, отказался уплачивать дань хану, вступил в переговоры с Крымом. Согласно традиционной российской историографии, после безуспешного похода хана Большой Орды Ахмата и так называемого Стояния на Угре в 1480 году монголо-татарское иго было полностью устранено. Обретение политической независимости от Орды наряду с распространением влияния Москвы на Казанское ханство (1487) сыграло роль в последующем переходе под власть Москвы части земель, находившихся под властью Великого княжества Литовского.

## Значение ига в истории Руси
В настоящее время у учёных нет единого мнения о роли ига в истории Руси. Большинство исследователей считают, что его итогами для русских земель были разрушения и упадок. Апологеты этой точки зрения подчёркивают, что иго отбросило русские княжества назад в своём развитии и стало главной причиной отставания России от стран Запада. Советские историки отмечали, что иго явилось тормозом для роста производительных сил Руси, находившихся на более высоком социально-экономическом уровне по сравнению с производительными силами монголо-татар, законсервировало на долгое время натуральный характер хозяйства. Эти исследователи (например, советский академик Б. А. Рыбаков) отмечают на Руси в период ига упадок строительства из камня и исчезновение сложных ремёсел, таких как производство стеклянных украшений, перегородчатой эмали, черни, зерни, полихромной поливной керамики. «Русь была отброшена назад на несколько столетий, и в те века, когда цеховая промышленность Запада переходила к эпохе первоначального накопления, русская ремесленная промышленность должна была вторично проходить часть того исторического пути, который был проделан до Батыя».
Другие исследователи, в частности Н. М. Карамзин, считают, что татаро-монгольское иго сыграло важнейшую роль в эволюции русской государственности. Помимо этого, он также указал на Орду как на очевидную причину возвышения Московского княжества. Вслед за ним В. О. Ключевский полагал, что Орда предотвратила изнурительные, братоубийственные междоусобные войны на Руси: «монгольское иго при крайней бедственности для русского народа было суровой школой, в которой выковывались Московская государственность и русское самодержавие: школой, в которой русская нация осознавала себя как таковая и приобрела черты характера, облегчавшие ей последующую борьбу за существование».
Сторонники идеологии евразийства (Г. В. Вернадский, П. Н. Савицкий и др.), не отрицая крайней жестокости монгольского господства, переосмыслили его последствия в позитивном ключе. Монгольскую империю они рассматривали как геополитическую предшественницу Российской империи. Позднее схожие взгляды, только в более радикальном варианте, развивал Л. Н. Гумилёв.

## Отражение в культуре и искусстве

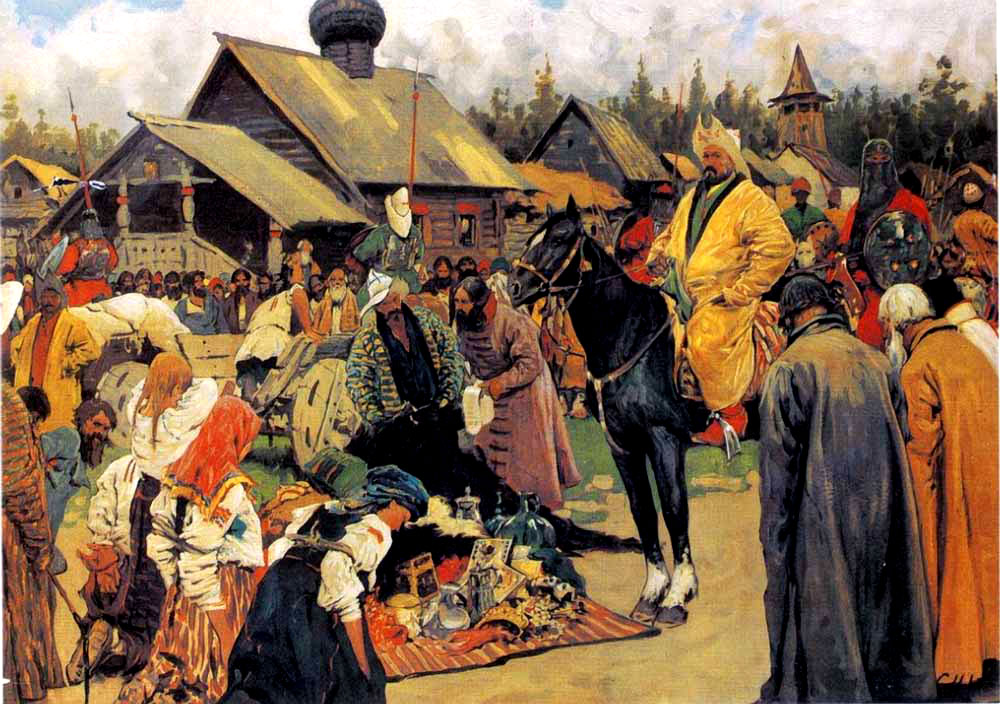
Картина С. В. Иванова. Баскаки, 1909 год (художественный вымысел)
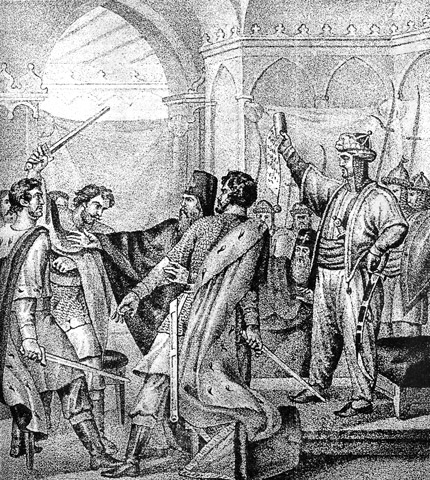
Борис Чориков «Распря русских князей в Золотой Орде за ярлык на великое княжение» (иллюстрация из книги для детей 1836 года «Русская история в картинах»)
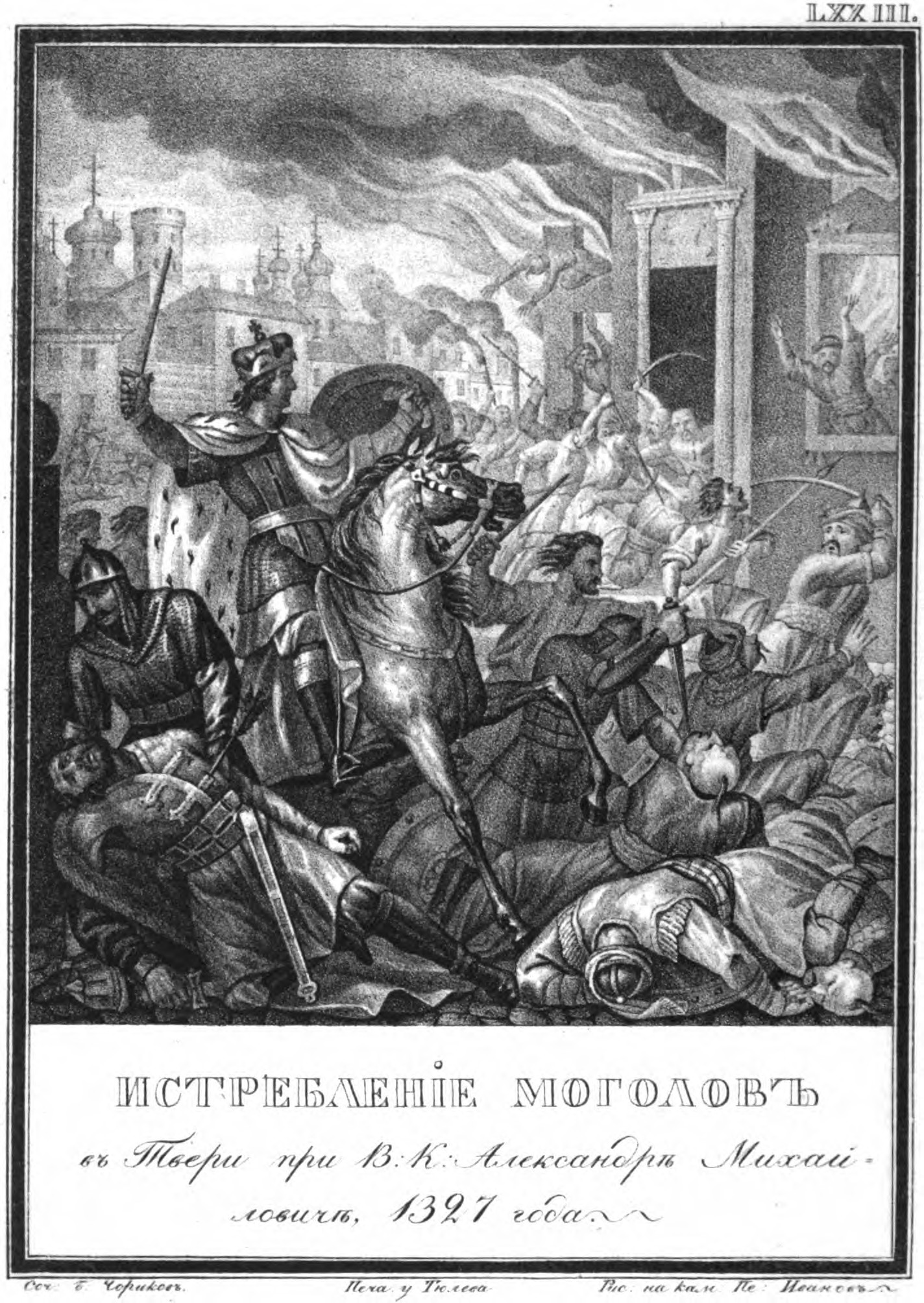
Восстание против монголов в Твери (иллюстрация из книги для детей 1836 года «Русская история в картинах»)
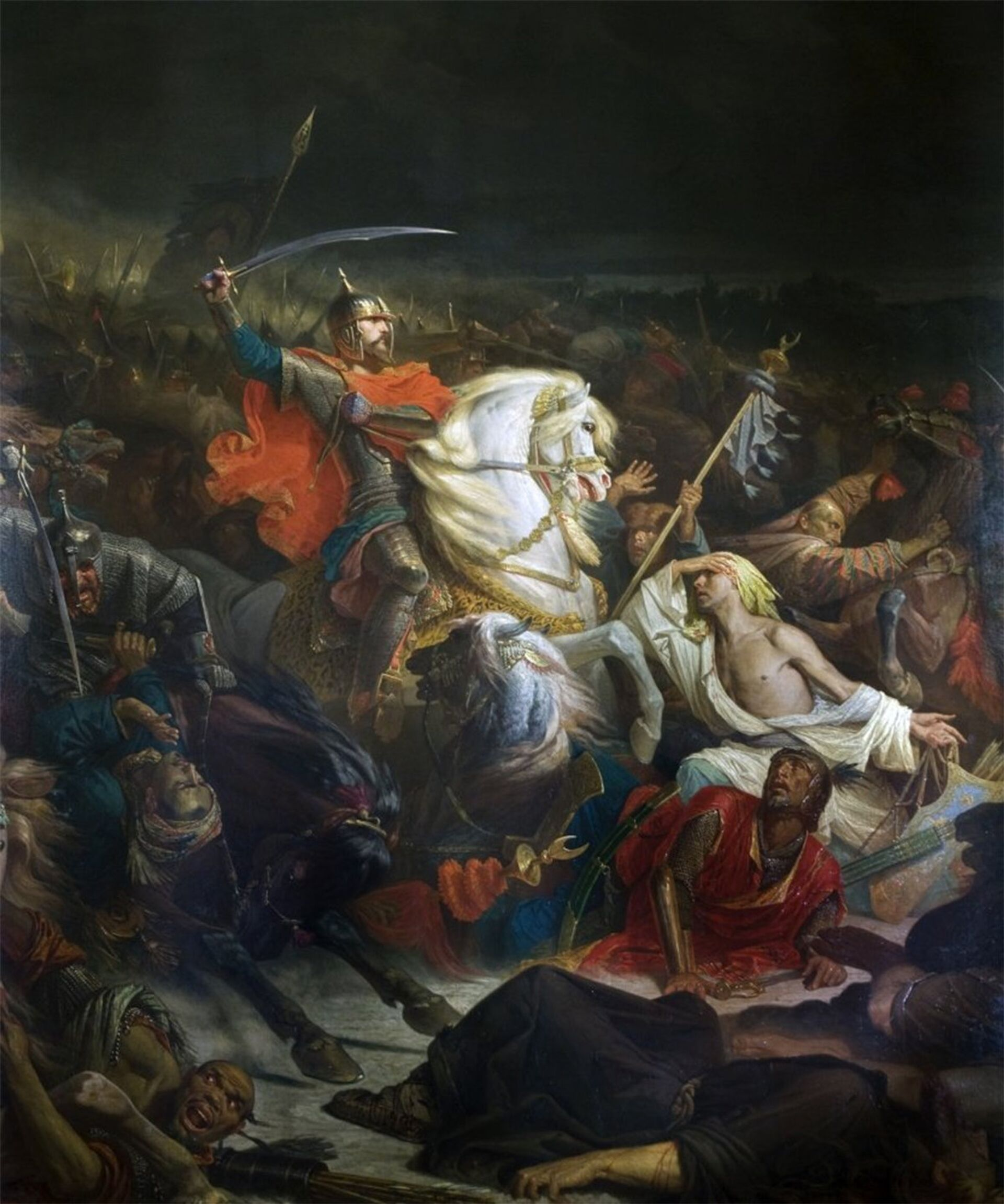
Картина Адольфа Ивона «Куликовская битва», 1850 год
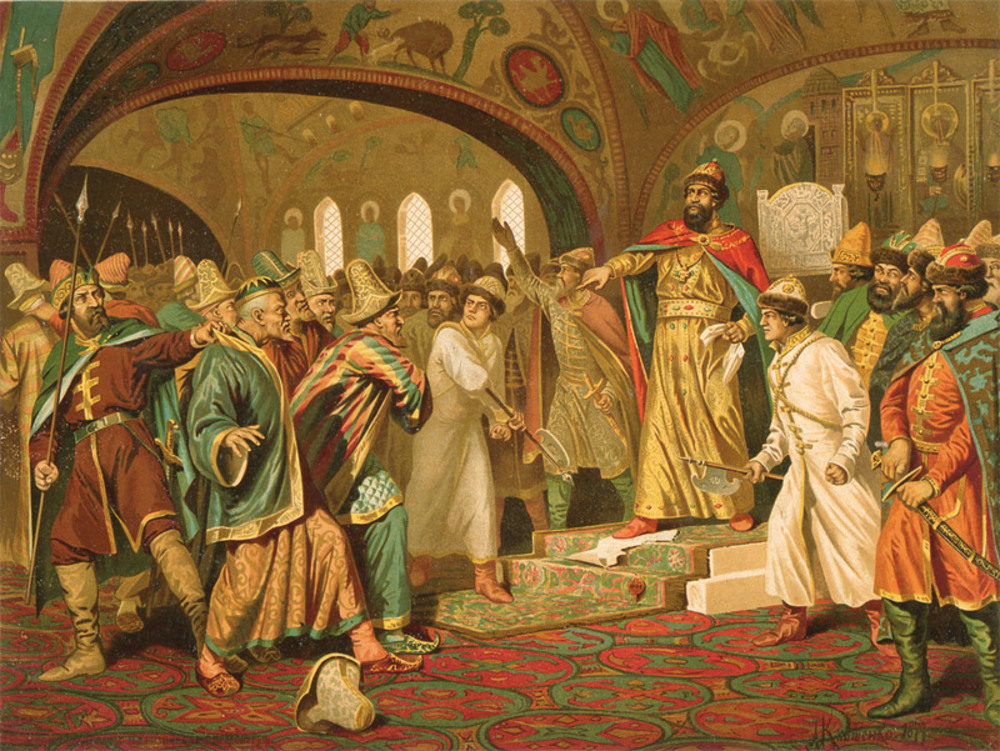
Картина Кившенко А. Д. «Иван III разрывает ханскую грамоту»

## Комментарии
1. ↑  Из единого учебника истории исчезнет татаро-монгольское иго (30 октября 2013). Дата обращения: 30 октября 2013. Архивировано из оригинала 31 октября 2013 года.
2. ↑  Историко-культурный стандарт и учебник истории, написанный на его основе: История России.6 класс. Учебник для общеобразовательных организаций. Ч2 / под ред. А. В. Торкунова. — М.: Просвещение, 2017. — С. 31-34.
3. ↑  Более высокой градации, чем «царь» в древнерусском языке не было, поэтому монгольского великого хана в Каракоруме называли без перевода — «кан».
4. ↑  
Историками-медиевистами были предложены два варианта периодизации русско-ордынских отношений («ига»). В обоих случаях это был результат исследовательской работы, которые автор вынес на защиту диссертации как основной результат. Это периодизация И. И. Назипова, вынесенная на защиту кандидатской диссертации в 2012 году и периодизация Ю. В. Селезнёва, вынесенная на защиту докторской диссертации в 2014 году. В научном сообществе поддержку получила периодизация Ю. В. Селезнёва.
5. ↑  Первый период связывается с причиной возникновения суверенитета и юрисдикции ордынских ханов — с завоеванием русских княжеств в период 1223—1241 годов
6. ↑  В 1263 году князь Александр Ярославич (Невский) во время своей поездки в Орду «отмаливает» Русские земли от воинской повинности
7. ↑  C момента возвращения князя Александра
Ярославича в 1263 года начинается отсчет периоду,
который длится до 1290-х годов. Именно в это время фиксируется широкое представительство особых чиновников хана на русской земле — баскаков.
8. ↑  С 1290—1310-х годов, когда баскачество в северо-восточных княжествах Руси начинает сходить на нет, начинается отсчет следующему периоду,
верхним пределом которого будет юридическое оформление и фактическая
передача Владимирского великого княжества по наследству князем
Дмитрием Ивановичем Донским своему сыну Василию. Именно в данный
период русские земли чаще всего навещают ордынские послы, близкие
родственники князей служат при дворе хана, в это время по решению
ханского суда казнено наибольшее количество русских князей.
9. ↑  после того как ислам стал государственной религией использовалось «Милостью Всевышнего»
10. ↑  или перечисление княжеств
11. ↑  Вариант: Хан, наш отец, говоря, путь (имя) князем будет, ярлык с алым нишаном и пайцзой выдал, и ныне мы, прежнему ярлыку согласно, говорим: пусть (имя) князем будет
12. ↑  рублей
13. ↑  иной
14. ↑  акция, применяемая монголами в отношении проявившим непокорность вассалам
15. ↑  По мнению Е. Е. Ивановой по причине смерти Куремсы
16. ↑  Подробнее о теории Л. Н. Гумилёва здесь Архивная копия от 27 мая 2020 на Wayback Machine и здесь Архивная копия от 19 мая 2008 на Wayback Machine